# يان إسكوبار
يان إسكوبار (بالإسبانية: Ian Escobar)‏ (29 مايو 1996 ببوينس آيرس في الأرجنتين - ) هو لاعب كرة قدم أرجنتيني في مركز الدفاع.

## وصلات خارجية
- يان إسكوبار على موقع قاعدة بيانات كرة القدم.إي يو (الإنجليزية)
- يان إسكوبار على موقع Soccerway.com (الإنجليزية)